# 松殿師家
松殿 師家（まつどの もろいえ）は、平安時代後期の公卿。関白・松殿基房の三男。官位は正二位・内大臣、摂政。

## 経歴
母方の花山院家は後白河院・平清盛の双方と繋がりがあり、両者の勢力均衡の上に立って大きな影響力を保持していた。その花山院家への配慮から、父・基房は師家を三男ながら正嫡として遇しており、治承3年（1179年）には僅か8歳にして権中納言に補任される。しかし、これは師家の従兄である近衛基通を超越しての昇進であり、摂関家の正統な後継者を基通から師家に変更することを意味する措置であった。基通の父近衛基実は平清盛の娘の平盛子と婚姻しており、基実の死後は盛子を名義人として清盛が摂関家領を管理していた。盛子の死後はやはり清盛の女婿である基通を通じて摂関家領の管理を継続することを望んでいた清盛がこの人事に激怒したことが、治承三年の政変のもっとも重大な契機となった。基房・師家父子は官職を奪われ、基房は出家に追いこまれた。基房が務めていた関白には基通が補任された。
4年後の寿永2年（1183年）、平家西走と源義仲の上洛という局面を迎えると、基房は失地回復のための行動に打って出る。娘（藤原伊子とされる）を義仲の正室として差し出して姻戚関係を結び、同年11月、摂政基通を解任し、僅か12歳の師家を後任の摂政とした。
しかし翌年1月、源範頼・義経らと戦って義仲が滅亡すると、基房一族は再び失脚してしまう。師家は在任数ヶ月にしてその地位を失って退隠し、以降半世紀近くに渡り官に復することもなかった。この間、神童の誉れ高かった外甥の道元を養子に迎えて失地回復を図ったと言われるが、失敗に終わっている。
歴史学者の樋口健太郎は、松殿家が没落した原因として、師家がわずか12歳で摂政への任命と解任を経験したことで政務や儀式を実践する機会を喪失してしまったこと（基房による余りにも拙速すぎた地位の継承）、基房没後の師家と異母弟松殿忠房およびその母（藤原行雅の娘）との確執による内紛（この結果、忠房は大納言を解任されている）、寛喜4年（貞永元年/1232年）3月に息子の基嗣が安嘉門院に仕える女房（平光盛の娘）を連れ去るという事件を起こしたこと（九条道家は「一門之恥辱唯在此事」と憤って基嗣を権大納言から解任する）を挙げている。基嗣の事件の直後、師家も出家している。
嘉禎4年（1238年）に死去。享年67。

## 官歴
※日付＝旧暦
- 治承2年（1178年）
  - 4月26日、元服。正五位下に叙す。禁色と昇殿を聴される。
  - 6月10日、左近衛少将に任ず。[3]
  - 閏6月7日、左近衛中将に任ず。[3]
  - 12月24日、従四位下に叙す。[4]
- 治承3年（1179年）
  - 1月19日、播磨権守に任ず。
  - 3月11日、正四位下に叙す。
  - 10月7日、従三位に叙す。左近衛中将元の如し。
  - 10月9日、権中納言に任ず。左近衛中将元の如し。
  - 10月21日、正三位に叙す。
  - 11月17日、解官。
- 寿永2年（1183年）
  - 8月25日、権大納言に任ず。
  - 11月21日、内大臣に任ず。摂政に補任。
  - 12月8日、従二位に叙す。
- 寿永3年（1184年）
  - 1月6日、正二位に叙す。
  - 1月22日、摂政・内大臣を辞退。
- 貞永元年（1232年）
  - 9月6日、出家（法名：大心）
- 嘉禎4年（1238年）
  - 10月4日、死去。享年67。天王寺と号す。

## 系譜
- 父：松殿基房
- 母：忠子 - 藤原忠雅の娘。安徳天皇乳母
- 妻：藤原隆房の娘
  - 男子：松殿基嗣（1193-?）
- 妻：北条時政の娘
- 生母不明の子女
  - 男子：松殿実嗣
  - 男子：澄快
  - 男子：承澄 - あるいは基房の子
  - 男子：勝尊
  - 男子：澄空
  - 男子：慈弁
  - 男子：覚修
  - 男子：道源
  - 男子：勧誉
  - 男子：房性